# امسل، الجریا
امسل، الجریا یک منطقهٔ مسکونی در الجزایر است که در استان تمنراست واقع شده‌است.

## خصوصیات
امسل ۱٬۲۰۵ متر بالاتر از سطح دریا واقع شده‌است.